# You Deserve Someone Better Than a Bum Like Me
You Deserve Someone Better Than a Bum Like Me är en EP av Jens Lekman. Skivan utgavs på eget bolag 2005.

## Låtlista
1. "I Don't Know If She's Worth 900 Kr"
2. "The One Dollar Thought"
3. "La strada nel bosco" (Cesare Andrea Bixio)
4. "Tammy" (Jay Livingston, Ray Evans)

### Fotnoter
1. ↑  ”You Deserve Someone Better Than a Bum Like Me”. Discogs.com. http://www.discogs.com/Jens-Lekman-You-Deserve-Someone-Better-Than-a-Bum-Like-Me/release/1550497. Läst 12 april 2012.